# Les Dessous de la millionnaire
Pour plus de détails, voir Fiche technique et Distribution.
Les Dessous de la millionnaire (The Millionairess) est un film britannique réalisé par Anthony Asquith, sorti en 1960.

## Fiche technique
- Titre original : The Millionairess
- Titre français : Les Dessous de la millionnaire
- Réalisation : Anthony Asquith
- Scénario : Wolf Mankowitz, d'après la pièce de George Bernard Shaw, The Millionairess
- Adaptation : Riccardo Aragno
- Direction artistique : Paul Sheriff, Harry White
- Décors : Pamela Cornell
- Costumes : Pierre Balmain, Felix Evans
- Photographie : Jack Hildyard
- Son : Gerry Turner
- Musique : Georges Van Parys
- Montage : Anthony Harvey
- Production : Pierre Rouve
- Production déléguée : Dimitri de Grunwald
- Société de production : Twentieth Century-Fox Film Corporation
- Société de distribution : Twentieth Century-Fox Film Corporation
- Pays d'origine :  Royaume-Uni
- Langue originale : anglais
- Format : couleur (Eastmancolor) — 35 mm — 2,35:1 — son mono
- Genre : Comédie
- Durée : 90 minutes
- Date de sortie : 
  - Royaume-Uni : 18 octobre 1960
  - France : 7 décembre 1960
- Affiches : Macario Gómez Quibus (Espagne), Georges Kerfyser (France)

## Distribution
- Sophia Loren : Epifania Parerga
- Peter Sellers : docteur Ahmed el Kabir
- Alastair Sim : Julius Sagamore
- Vittorio De Sica : Joe
- Dennis Price : docteur Adrian Bland, psychiatre
- Gary Raymond : Alastair
- Alfie Bass : le nettoyeur de poissons
- Miriam Karlin : Mme Maria Joe
- Noel Purcell : professeur Merton
- Virginia Vernon : Polly Smith
- Graham Stark : le majordome
- Diana Coupland : l'infirmière
- Pauline Jameson : Muriel Pilkington
- Eleanor Summerfield : Mrs. Willoughby
- Willoughby Goddard : le président
- Basil Hoskins et Gordon Sterne : les secrétaires
- Tempe Adam : Gloria
- Wally Patch : le vendeur de bulots
- Charles Hill : Corelli
- Davy Kaye : Tommy True
- Derek Nimmo : un domestique

## Autour du film
- Le vol des bijoux de Sophia Loren lors du tournage a inspiré Hergé pour le scénario des Bijoux de la Castafiore.